# Bewildered
Bewildered — лирическая песня в стиле блюз.
Вошла в альбом Missing...Presumed Having a Good Time группы The Notting Hillbillies.
Песня по стилю напоминает одноимённую Bewildered, написанную в 1936 году, что вызывает путаницу на неофициальных сайтах (Текст Leonard Whitcup / Teddy Powell, Текст The Notting Hillbillies).
ФактыПесня исполнялась как The Notting Hillbillies, так и дуэтом Брендан Крокер — Стив Филлипс.
Песня была выделена в обзоре Rolling Stone как ключевая дорожка Missing...Presumed Having a Good Time.
Песня вошла в виниловый сингл Your Own Sweet Way в поддержку альбома Missing...Presumed Having a Good Time. Он включал в себя две песни — Your Own Sweet Way и Bewildered